# Erwin Sietas
Erwin Sietas (n. 24 iulie 1910, Hamburg, Imperiul German – d. 20 iulie 1989, Hamburg, RFG) a fost un înotător ce a reprezentat Germania, medaliat olimpic. A participat la 3 ediții ale Jocurilor Olimpice (1928, 1932, 1936) în care a câștigat o medalie de argint.